# Atoll Providence
L'atoll Providence, en anglais Providence Atoll, est un atoll des Seychelles situé dans le groupe Farquhar des îles Extérieures.

## Géographie
L'atoll Providence est situé dans le Sud-Ouest des Seychelles et des îles Extérieures, à 710 kilomètres au Sud-Ouest de Mahé, l'île principale du pays. Il forme le groupe Farquhar avec le récif Wizard situé au nord, l'île Saint-Pierre située à 32 kilomètres à l'ouest et l'atoll Farquhar au sud.
De forme allongée en fuseau, l'atoll Providence mesure environ 30 kilomètres de longueur dans le sens nord-sud pour 10 kilomètres de largeur au maximum d'est en ouest. La superficie totale de l'atoll, lagon inclus, est d'environ 200 km2 alors que les terres émergées ne représentent que 1,5 km2. Ces terres sont constituées de deux îles situées aux extrémités méridionales et septentrionales de l'atoll : l'île Cerf au sud et l'île Providence au nord, la plus grande (3,5 km) et la seule île habitée de l'atoll qui comptait 6 habitants en 2006. Un aérodrome (piste de 1,9 km), existe sur Providence ; sa construction débutée après 2006, puis arrêtée, n'a été effective qu'en 2020. Cette piste est utilisée pour la surveillance de la zone par l'armée. 
Les deux îles sablonneuses sont couvertes d'une végétation tropicale. Elles sont séparées par un récif corallien formant un lagon peu profond dont les eaux sont très poissonneuses.

## Histoire
Le nom a été donné par le capitaine Campis de la frégate française l'Heureuse échouée sur un banc de corail à proximité en 1769, car ce fut pour eux une providence de trouver cette île à cet endroit isolé.
L'île Providence a été habitée (probablement en continu depuis 1846 jusqu'à la fin de 2006), par des ouvriers travaillant dans la pêche et la production de coprah.  Fin 2006, le cyclone Bondo (en) a détruit la plupart des bâtiments et environ 60 % des cocotiers. Après le cyclone, les 6 habitants ont été évacués le 26 décembre 2006. Il était prévu d'ouvrir un petit complexe axé sur la pêche à la mouche et l'écotourisme en 2024.